# Mario Cipolla
Mario Cipolla (Rodi, 29 maggio 1935 – Genova, 31 marzo 2011) è stato un giornalista e critico cinematografico italiano.
Figlio di Vincenzo, ufficiale italiano e ultimo comandante del contingente italiano del Dodecaneso nel 1944, veterano dell'Egeo e Genny Gea, figlia di un direttore minerario italiano in Anatolia, dopo il progressivo esodo italiano da Rodi avvenuto a seguito dei Trattati di Parigi del 1947, conclude gli studi superiori in Italia.
Pubblicista e critico cinematografico e teatrale, ha collaborato senza soluzione di continuità con quotidiani e periodici nazionali per oltre quarant'anni.

Alla fine degli anni cinquanta, dopo un periodo di apprendistato giornalistico dedito alla cronaca nera, si orienta sullo spettacolo (iscrivendosi successivamente al Sindacato nazionale critici cinematografici italiani), curando le relative pagine sulle testate Genova Notte, Corriere Mercantile - Gazzetta del Lunedì,  Il Lunedì, L'Eco di Genova; è autore di saggi nella collana "Genova in celluloide", che riassumono la presenza ligure, tra luoghi vicende e personaggi, nella storia del cinema italiano.
Negli anni ottanta scrive la monografia romanzata Cronache dal futuro sulla storia del cinema di fantascienza una narrazione che ripercorre le tappe del genere immaginando, in un indefinito futuro, il ritrovamento di "pizze" cinematografiche di capolavori e b movie diventati col tempo film di culto, sia del cinema fantastico che di quello strettamente fantascientifico, da parte di una spedizione archeologica che, utilizzandole, tenta una ricostruzione storica della terra.
Dai primi anni novanta e fino a febbraio 2011 scrive sulla rivista mensile Il Gallo su temi relativi alla relazione tra etica laica, etica cristiana e i messaggi culturali provenienti da cinema e televisione.

## Opere
- Spazi futuri, periodico mensile diretto da Mario Cipolla.
- Cronache dal futuro,  Ed. ALKAEST Saggi, 1979